# 嘉林縣
嘉林縣（越南语：／）是越南首都河內市下轄的一個縣。面積108.44平方公里，2018年总人口277600人。

## 地理
嘉林县东接北宁省顺成市社，东南接兴安省文林县，西接黄梅郡，西北接龙编郡，南接兴安省文江县，西南接青池县，北接东英县和北宁省仙游县、慈山市。

## 历史
阮朝时，嘉林县隶属北宁省顺成府管辖。法属后期，升格为嘉林府。1950年代初，南越政府一度在嘉林县一带设立嘉林省。
1954年12月13日，北越政府将北宁省嘉林县嘉林庯一带（包括嘉林庯、嘉林火车站、嘉林机场和鸿进社、越兴社、龙编社、玉瑞社、上清社、进步社6社）划归河内市管辖。
1961年4月20日，嘉林县（总共15社）划归河内市管辖。
1961年5月31日，河内市郊区重新划分为4县，嘉林县下辖嘉林市镇（包括上青社上葛庯；车站庯、爱慕庯、玉林庯；鸿进社爱慕村正店、厨店、亚市店和中军店）、安园市镇、玉瑞社、龙编社、鸿进社（除了正店、厨店、亚市店和中军店）、上青社（除了上葛庯）、越兴社、进步社、江边社、福利社、忠诚社、石盘社、决战社、全胜社、决胜社、新兴社、金兰社、光明社、承天社、巨块社、光中一社、掘进社、文德社、扶董社、中兴社、光中二社、前锋社、亭川社、阳河社、宁协社、德胜社、战胜社、大兴社2市镇31社。
1964年2月19日，东英县枚林社和平村划归嘉林县上青社管辖。
1964年11月，鸿进社更名为菩提社，进步社更名为嘉瑞社。
1965年1月27日，上青社青庵庯划归安园市镇管辖。
1965年11月，光中二社更名为安常社，前锋社更名为安园社，中兴社更名为中牟社，福利社更名为会舍社，忠诚社更名为古碑社，掘进社更名为邓舍社，决战社更名为富市社，决胜社更名为金山社，全胜社更名为荔枝社，光中一社更名为邹葵社，德胜社更名为阳舍社，战胜社更名为阳光社，承天社更名为东畬社，大兴社更名为多逊社，新兴社更名为骁骑社，光明社更名为钵场社。
2003年11月6日，嘉林县以上青社、江边社、玉瑞社、越兴社、会舍社、嘉瑞社、菩提社、龙编社、石盘社、巨块社和嘉林市镇、德江市镇、柴同市镇3市镇10社析置龙编郡。
2005年1月5日，邹葵社改制为邹葵市镇。
2024年11月14日，越南国会常务委员会通过决议，自2025年1月1日起，亭川社和阳河社合并为天德社，东畬社并入鉢場社，金兰社和文德社合并为金德社，富市社和金山社合并为富山社，中牟社并入扶董社。

## 行政區劃
嘉林县下辖2市鎮15社，县莅邹葵市镇。
- 鄒葵市鎮（Thị trấn Trâu Quỳ）
- 安园市鎮（Thị trấn Yên Viên）
- 鉢場社（Xã Bát Tràng）
- 古碑社（Xã Cổ Bi）
- 陽光社（Xã Dương Quang）
- 陽舍社（Xã Dương Xá）
- 多遜社（Xã Đa Tốn）
- 鄧舍社（Xã Đặng Xá）
- 驍騎社（Xã Kiêu Kỵ）
- 金德社（Xã Kim Đức）
- 茘枝社（Xã Lệ Chi）
- 寧協社（Xã Ninh Hiệp）
- 富山社（Xã Phú Sơn）
- 扶董社（Xã Phù Đổng）
- 天德社（Xã Thiên Đức）
- 安常社（Xã Yên Thường）
- 安园社（Xã Yên Viên）

## 交通

### 鐵路
- 越南鐵路
  - 河同線、河老線、河太線：安园站
  - 河海線：富瑞站

### 機場
- 嘉林機場